# Élections législatives de 1928 aux îles Féroé
Les élections générales féroïennes se sont tenues le 23 janvier 1928. Elles sont marquées par la victoire du Parti de l'union qui arrive en tête, mais c'est le Parti de l'autogouvernement qui obtient le plus de membres au Løgting, emportant 11 des 23 sièges le composant. Un 3e parti émerge pour la 1re fois dans cette Assemblée depuis 1906, le Parti social-démocrate (Javnaðarflokkurin) gagnant 2 sièges.

## Résultats
| Parti | Parti                       | Voix  | %     | +/-        | Sièges | +/-        |
| ----- | --------------------------- | ----- | ----- | ---------- | ------ | ---------- |
|       | Parti de l'union            | 2 917 | 46,07 | 12,62      | 10     | 3          |
|       | Parti de l'autogouvernement | 2 680 | 42,32 | 3,21       | 11     | 1          |
|       | Parti social-démocrate      | 671   | 10,60 | 10,60      | 2      | 2          |
|       | Indépendants                | 64    | 1,01  | 1,21       | 0      | stagnation |
| Total | Total                       | 6 332 | 100   | stagnation | 23     | stagnation |